# Mocca (snus)
Mocca är ett snus i miniportioner som innehåller en mindre mängd nikotin än de flesta andra sorterna. Snuset tillverkas av Fiedler & Lundgren i Malmö och marknadsförs först och främst med kvinnor som kundkrets. Mocca finns i tre smaker: mint, lakrits och Black Maple. 
Vit miniportion: Mint-smak. Ingredienser: Tobak, vatten, koksalt, e500, e422, e1540, lakrits, aromer, rökaromer.